# Idan Hayosh
Idan Hayosh (hebräisch עידן היוש, * 1979 in Tel Aviv) ist ein Künstler  israelischer Herkunft.

## Leben
Idan Hayosh studierte von 2005 bis 2010 an der Gerrit Rietveld Academie, Amsterdam. 2011 erhielt er ein Stipendium des niederländischen Bildungsministeriums an der Rijksakademie van beeldende kunsten. Er lebt und arbeitet in Essen und Köln.

## Auszeichnungen
- 2019 MO-Kunstpreis[2] Dada, Fluxus und die Folgen, Museum Ostwall, Dortmund
- 2005 Esther Kroon Prijs, Amsterdam NL

## Artist in Residence
- 2017 Otte 1 - Schleswig-Holsteinisches Künstlerhaus Eckernförde, Eckernförde
- 2017 Atelierhaus Salzamt, Linz
- 2015 Kunsthaus Essen[3]
- 2011 Air Antwerp, Antwerp
- 2009 STEIM, Amsterdam NL

## Ausstellungen (Auswahl)
- 2021 4. Kunstpreis Henriettenglück, Recklinghausen
- 2019 the RUNWAY (Lamps #29), Museum Ostwall, Dortmund
- 2018 Shefa, MoBY-Museums of Bat Yam, Bat Yam
- 2018 Vogelbeobachtung, Rottstr5 kunsthallen, Bochum
- 2017 Atelierhaus Salzamt, Linz
- 2016 BredaPhoto, Breda
- 2015 Untergang[4], Kunsthaus Essen
- 2014 ME ME MIRROR, Ha'riviera art space, Bat-Yam
- 2013 17ZWEI, Kunst im öffentlichen Raum, Bahnhof Hardbrücke, Zürich
- 2013 Transart Festival, Bolzano
- 2013 Little big press, Fondazione Forma, Mailand
- 2012 RijksakademieOPEN 2012, Rijksakademie van beeldende kunsten, Amsterdam
- 2012 I OWE YOU (Kunst in het Stationsgebied), Kunst im öffentlichen Raum, Hauptbahnhof Utrecht
- 2011 RijksakademieOPEN 2011, Rijksakademie van beeldende kunsten, Amsterdam
- 2011 Transmediale, Berlin
- 2010 Recht voor zijn raap Stip 2010 en kunst nu, Centraal Museum Utrecht
- 2009 Invito all'opera, Il ponte contemporanea, Rom
- 2009 Signals through the flames, PHB, Berlin
- 2009 Lost & found, De Waag, Amsterdam
- 2009 Venice biennale, Eventi collaterali, Venedig
- 2009 Unfair project, De service Garage, Amsterdam
- 2009 MiG 31 display, BYETHEWAY projects, Amsterdam
- 2009 Fire & Ignorance, Henie-Onstad Kunstsenter, Oslo und Bergen Kunsthall, Bergen
- 2008 NEW VISIONS, Kunsthaus Essen
- 2007 4e Sybren Hellinga kunstprijs - Final nominees, Kunsthuis SYB, Beetsterzwaag
- 2007 Untitled (Lamps #9), Mediamatic, Amsterdam
- 2006 Just in, De Zuiderkerk, Amsterdam
- 2006 Kunstvlaai 6, Westergasfabriek, Amsterdam